# ليون كريستوفر سميث
ليون كريستوفر سميث (بالإنجليزية: Leon Kristopher Smith)‏ هو عسكري نيوزيلندي، ولد في 24 يوليو 1978 في ويلينغتون في نيوزيلندا، وتوفي في 28 سبتمبر 2011 في ولاية وردك في أفغانستان.